# Ягановский сельсовет (Пензенская область)
Ягановский сельсовет — сельское поселение в Вадинском районе Пензенской области Российской Федерации.
Административный центр — село Ягановка.

## Общая информация
Муниципальное образование «Ягановский сельсовет» расположено в восточной части Вадинского района Пензенской области. Границы муниципального образования утверждены Законом Пензенской области № 690 от 01.11.2004 г. Общая площадь муниципального образования «Ягановский сельсовет» составляет 11562,6 га. Территория сельсовета состоит и единого массива и граничит с Каргалейским, Рахмановском, Вадинским сельсоветами Вадинского района и Сорокинским сельсоветом Н. Ломовского района Пензенской области.

## Исторические сведения о муниципальном образовании
Сельсовет основан в 1918 году.
В 2011 году в результате ликвидационных мероприятий произошло присоединение Котельского сельсовета к Ягановскому сельсовету.
Село Ягановка (Никольское, Бутурлино) — русское село, центр сельсовета, в 10 км к юго востоку от Вадинска. Основано во второй половине XVII века. В 1720 году под именем села Никольское, Бутурлино числилось за полковником Петром Ивановичем Бутурлиным. Входило в состав Керенского уезда. В 1773 году построена церковь во имя Николая Чудотворца. В 1883 году начато строительство каменного храма. В середине 19 века на западной окраине села действовала суконная фабрика. В 1984 году работало земское училище. Численность населения в 1930 году — 1115 человек. Население на 95 % русское.
Село Котел расположено по обе стороны одноименной речки (правого притока Вада, бассейн Мокши) в 21 км к юго-востоку от с. Вадинск. Основано около 1640 г. служилыми людьми (конные казаки и мордва), вероятно, как отъезжая слобода В. Ломова. Село названо по реке и местности, которые имеют форму округлого углубления. В середине 17 в. — по окончании строительства Керенска — населенный пункт полковых казаков Керенской оборонительной линии. В селе церковь, во имя Покрова Пресвятой Богородицы, каменная (1873-80 г.), построена на средства крестьян на месте деревянной, ныне памятник архитектуры, находится на правом берегу р. Котел. После 1861 г. — волостной центр Керенска. В 1993 г. в селе ассоциация кооперативов «Котельская», неполная средняя школа, ДК, библиотека, фельдшерско-акушерский пункт, сберкасса. В 1 км к северу от Керенска памятник археологии (13-14 вв.) — 2 городища и 2 селища. Население: в 1864 г — 1922 чел, 1897 г — 2597 чел, 1926 г — 2836 чел, 1959 г — 905 чел, 1989 г — 498 чел. На 1.1. 1998—420 жителей.
22 декабря 2010 года в соответствии с Законом Пензенской области № 1992-ЗПО в состав сельсовета включены территории упразднённого Котельского сельсовета.

## Население
| 2002 | 2010 | 2012 | 2013 | 2014 | 2015 | 2016 |
| ---- | ---- | ---- | ---- | ---- | ---- | ---- |
| 675  | ↘510 | ↗757 | ↘737 | ↘719 | ↘688 | ↘669 |
| 2017 | 2018 | 2021 |      |      |      |      |
| ↘641 | ↘618 | ↘505 |      |      |      |      |

## Состав сельского поселения
В состав сельского поселения входят 9 населённых пунктов:
| № | Населённый пункт | Тип населённого пункта       | Население |
| - | ---------------- | ---------------------------- | --------- |
| 1 | Аксёновка        | деревня                      | 23        |
| 2 | Большая Козлейка | село                         | ↘41       |
| 3 | Кармалейка       | село                         | ↘39       |
| 4 | Котёл            | село                         | ↘254      |
| 5 | Малая Козлейка   | село                         | ↘16       |
| 6 | Маркино          | деревня                      | 8         |
| 7 | Пеньки           | деревня                      | 7         |
| 8 | Скуратово        | село                         | ↘67       |
| 9 | Ягановка         | село, административный центр | ↘332      |